# Delia Nivolelli Grillo
Pour les articles homonymes, voir Grillo (homonymie).
Le Delia Nivolelli Grillo est un vin blanc de la région Sicile doté d'une appellation DOC depuis le 10 juin 1998. Seuls ont droit à la DOC les vins récoltés à l'intérieur de l'aire de production définie par le décret. Les vignobles autorisés se situent en province de Trapani dans les communes de Mazara del Vallo, Marsala, Petrosino et Salemi.

## Caractéristiques organoleptiques
- couleur : jaune paille plus ou moins intense
- odeur : caractéristique, délicat, agréable
- saveur : harmonique, plein, agréable

Le Delia Nivolelli Grillo se déguste à une température de 10 à 12 °C et il se gardera 1 – 2 ans.

## Production
Province, saison, volume en hectolitres :
- pas de données disponibles